# مقاطعة وينتاه (يوتا)
مقاطعة وينتاه (بالإنجليزية: Uintah County)‏ هي إحدى مقاطعات ولاية يوتا في الولايات المتحدة. بلغ عدد السكان 32,588 حسب تعداد عام 2010.  مركز المقاطعة وأكبر مدنها هي مدينة فيرنال. سميت المقاطعة على جزء من قبيلة أوتي الهندية كان يعيش في حوض وينتاه.
تعد مقاطعة يونتاه أكبر منتج للغاز الطبيعي في ولاية يوتا، حيث تم إنتاج 272 مليار قدم مكعب في عام 2008. 
تشمل منطقة فيرنال العمرانية الإحصائية كل مقاطعة وينتاه.